# 地獄の左門十手無頼帖
『地獄の左門十手無頼帖』（じごくのさもんじってぶらいちょう）は、1982年（昭和57年）から1984年（昭和59年）にかけてフジテレビ系列の「時代劇スペシャル」の中で放映された東映制作の単発時代劇シリーズ。天知茂主演。全4作。

## 概要
フジテレビの『時代劇スペシャル』の中で放映された番組で、TBSテレビの人気時代劇『大岡越前』に登場する神山左門を主役にしたスピンオフ作品。北町奉行所の与力で地獄の左門と悪党から恐れられる神山左門が江戸の町で起こる事件を解決していくという内容。『大岡越前』とは時代設定が異なりいずれも遠山景元や阿部正弘が登場する天保年間に変更されている。

## キャスト
- 神山左門…天知茂

## スタッフ
- 企画・原作: 川内康範
- プロデューサー: 伊藤康祐、佐伯明、橋本慶一、武居勝彦、清水敬三
- 脚本: 宮川一郎
- 監督: 田中徳三、松島稔
- 製作: 東映

## 放映リスト
- 地獄の左門十手無頼帖 与力妻殺人事件の背景と暗殺の謎（1982年1月29日） 
ゲスト：遠山左衛門尉：片岡千恵蔵、お由：山口果林、伊東一哉：岡本富士太、与兵衛：茶川一郎、堀川静馬：片桐竜次、荒尾対馬守：神田隆、風斎：草野大悟、丸屋利兵衛：成田三樹夫、辰：宮口二郎、北町嘉朗、桜川梅八、岡部正純、小田部通麿、滝譲二、白川浩二郎、五十嵐義弘、宮川珠季、松谷令子、高野洋子、志麻いづみ、加山麗子、京春上
- 地獄の左門十手無頼帖 将軍暗殺!（1983年1月21日）
ゲスト：おあき：あべ静江、三次：石橋蓮司、おぶん：佐藤万理、倉沢陣十郎：原田大二郎、河内屋仙右衛門：幸田宗丸、堀田備中守：北町嘉郎、河内屋仙之助：岸田森、阿部伊勢守：丹波哲郎、土井大炊頭：波多野博、益之助：宮口二朗、南利明、江幡高志、岡部正純、湖条千秋、神崎じゅんや、桜川梅八、福本清三
- 地獄の左門十手無頼帖 女菩薩供養（1983年7月8日） 
ゲスト：与吉：尾藤イサオ、お浪：池波志乃、お園：山本みどり、若月俊之介：香山武彦、前田一哉：北町嘉朗、おこう：一柳みる、芳造：岡部正純、いくよ：今いくよ、くるよ：今くるよ、お民：近江輝子、堀田備中守：永野辰弥、おぶん：永井英里、富蔵：守屋俊志、甚兵衛：小松方正、伊勢屋喜兵衛：南利明、堀留丹波：仲谷昇、藤岡重三郎：中谷一郎、福本清三
- 地獄の左門十手無頼帖 声を盗まれた娘（1984年3月15日） 
ゲスト：おしま：萬田久子、島崎良平：伊吹剛、沢村平次郎：山本紀彦、古村一馬：桑原大輔、おみつ：平川広美、おそで：渡辺有希子、おまさ：福家美峰、与八：岡部正純、水上波之助：五代俊介、長五郎：喜田晋平、芳太郎：深江章喜、遠山左衛門尉：北町嘉朗、内藤隼人正：御木本伸介、音吉：南利明、井上一道：小池朝雄